# Missy Franklin

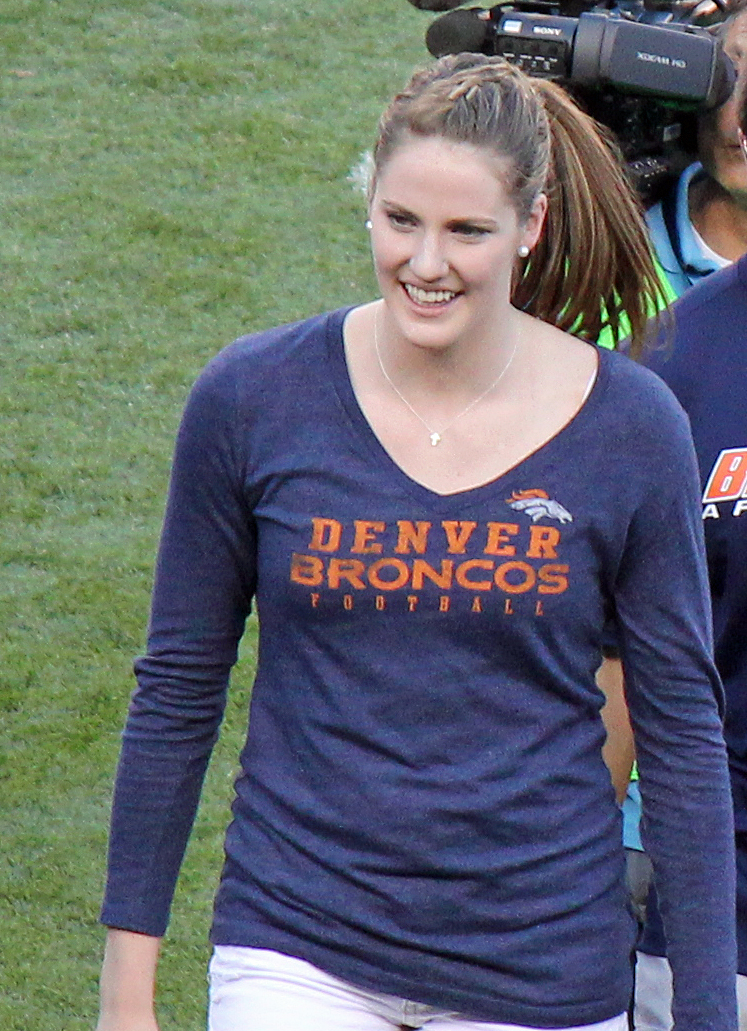
Missy Franklin

Melissa Jeanette "Missy" Franklin (sinh ngày 10 tháng 5 năm 1995) là một động viên bơi lội người Mỹ. Missy Franklin đã phá kỷ lục thế giới nội dung 200m bơi ngửa tại giải World Cup bơi lội hồ ngắn diễn ra ở Berlin, Đức ngày 22 tháng 10 năm 2011.
Cô đã đoạt 5 huy chương (3 vàng, 1 bạc, 1 đồng) vô địch thế giới dưới nước và một huy chương bạc tại giải vô địch thế giới khóa học ngắn thời gian hai. Cô hiện đang nắm giữ kỷ lục thế giới trong ngửa 200 mét (đường ngắn ngắn) và kỷ lục Mỹ ở nội dung bơi ngửa 200 mét (đường dài). 
Franklin sinh ra ở Pasadena, California vào năm 1995, con gái của Richard và Dorothie Franklin. Cha mẹ của cô đều có nguồn gốc từ Canada nên họ muốn cô thi đấu cho đội tuyển Canada. Nhưng Franklin đã từ chối và kiên quyết thi đấu cho tuyển Mỹ vì cô cảm thấy "yêu nước Mỹ". Từ năm 13 tuổi, Franklin đã có mặt trong đội tuyển Olympic Mỹ nhưng lại không vượt qua được vòng loại để góp mặt ở Olympic Bắc Kinh 2008. 
Năm 2010 cô bắt đầu tạo được tiếng vang khi giành được hai huy chương bạc tại giải vô địch bơi lội thế giới hồ ngắn diễn ra tại Các tiểu vương quốc Ả Rập thống nhất. Tại giải vô địch bơi lội thế giới diễn ra ở Thượng Hải tháng 8 năm 2011, Franklin cũng không được đánh giá cao nhưng cô lại xuất sắc giành đến 5 huy chương các loại, trong đó có 3 huy chương vàng để trở thành một trong những gương mặt gây bất ngờ nhất. 